# Fran Perea
Fransisko Manuel Perea Bilbao (šp. Francisco Manuel Perea Bilbao), rođen 20. novembra 1978. godine u Malagi, španski je pevač i glumac. 
Završio je Fakultet dramskih umetnosti u Malagi. Prva pojavljivanja na televiziji zabeležio je u serijama "Al salir de clase", "Hospital central" i "El Comisario,". Postao je popularan igrajući u španskoj seriji „Seranovi“(šp. Los Serrano). Prvi album je snimio 2003. godine („La chica de la habitacion de al lado”). Posle španske serije „Seranovi” i snimljenog albuma, Fran je postao slavni pevač i glumac.
Osvojio je mnogobrojne nagrade, a jedna od njih je i "Zlatni disk".

## Spoljašnje veze
- Fran Perea na sajtu  (jezik: engleski)